# Onofre necator
Onofre necator är en spindelart som beskrevs av Ruiz, Brescovit 2007. Onofre necator ingår i släktet Onofre och familjen hoppspindlar. Inga underarter finns listade i Catalogue of Life.